# Тоска
Некий бухгалтер Ежов, сосредоточенно глядя в одну точку, чуть слышно пел: «Белой акации гроздья… Помнишь ли милая… Годы промчались…» пел он день, другой, а затем, сделав из тряпья петлю, повесился на ней под койкой — задушил себя сам. Тоска довела его до смерти.
Ни одно английское существительное не передаёт всех оттенков этого слова. На самом глубоком и мучительном уровне это чувство сильнейшего душевного страдания, часто не имеющее объяснимой причины. В менее тяжёлых вариантах оно может быть ноющей душевной болью, стремлением непонятно к чему, болезненным томлением, смутным беспокойством, терзанием ума, неясной тягой. В конкретных случаях оно означает стремление к кому-то или чему-то, ностальгию, любовные страдания. На низшем уровне — уныние, скуку.

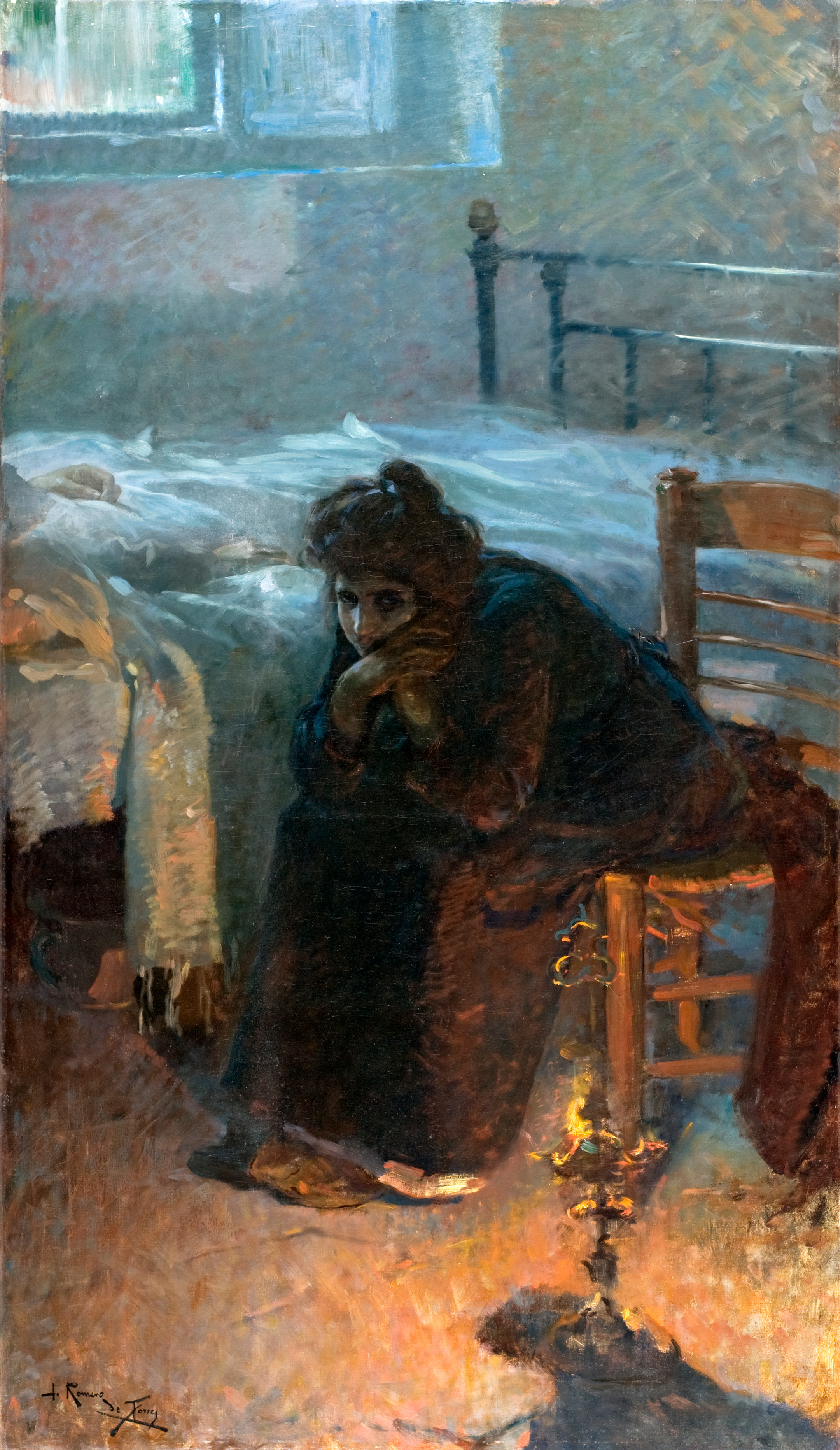
«Часы горя» (Julio Romero de Torres, 1904).

Тоска́ — отрицательно окрашенная эмоция, тяжёлое, гнетущее чувство.
Близкими чувствами являются скука, печаль, грусть, уныние, тревога.
Тоска отличается выраженным снижением настроения и ухудшением общего самочувствия. В тяжёлых случаях наблюдается резко выраженная подавленность, постоянная сосредоточенность на чувстве тоски, при этом практически отсутствуют даже кратковременные приятные впечатления. Наконец, могут быть случаи совершенно невыносимых состояний тоскливости, которые нередко являются причиной суицидальных мыслей и действий. Выраженные состояния тоски часто сопровождаются тревогой, чувством немотивированного безотчётного страха.
По утверждению российского лингвиста А. Д. Шмелёва, склонность к тоске, как и к удали, характерна для русской ментальности и является уникальным русским понятием, а само слово «тоска» едва ли можно адекватно перевести на какой-либо иностранный язык. Русская тоска — это чувство человека, который чего-то хочет, но не знает точно, чего, но знает, что желаемое недостижимо. Чувству тоски способствуют бескрайние русские просторы, что нашло отражение в русской литературе, например «тоска бесконечных равнин» у С. А. Есенина и «тоскливая, несущаяся по всей длине и ширине твоей, от моря до моря, песня» у Н. В. Гоголя.